# Казахстан на зимних Паралимпийских играх 2018
Казахстан на зимних Паралимпийских играх 2018 года в Пхёнчхане был представлен шестью спортсменами (5 мужчин и 1 женщина) и одним спортсменом-гидом в соревнованиях по лыжным гонкам и биатлону.
Премиальные выплаты за призовые места в Казахстане — самые высокие на Паралимпиаде-2018: за «золото» — 250 тысяч долларов, за «серебро» — 150 тысяч, за «бронзу» — 75 тысяч. Также предусмотрены денежные выплаты за 4 (30 тысяч), 5 (10 тысяч) и 6 (5 тысяч) места.
Александр Колядин завоевал золотую медаль в лыжных гонках в спринте классическим стилем среди спортсменов, соревнующихся стоя. Это «золото» стало первым в истории казахстанского паралимпийского спорта на зимних Паралимпийских играх. Благодаря этой победе Казахстан занял в общекомандном медальном зачёте игр 20 место, разделив его с Китаем.

## Медали
| Золото |                   |                                                                  |          |
| №      | Спортсмены        | Вид спорта (дисциплина)                                          | Дата     |
| 1      | Александр Колядин | Лыжные гонки (мужчины, 1,5 км, спринт классическим стилем, стоя) | 14 марта |

## Состав сборной

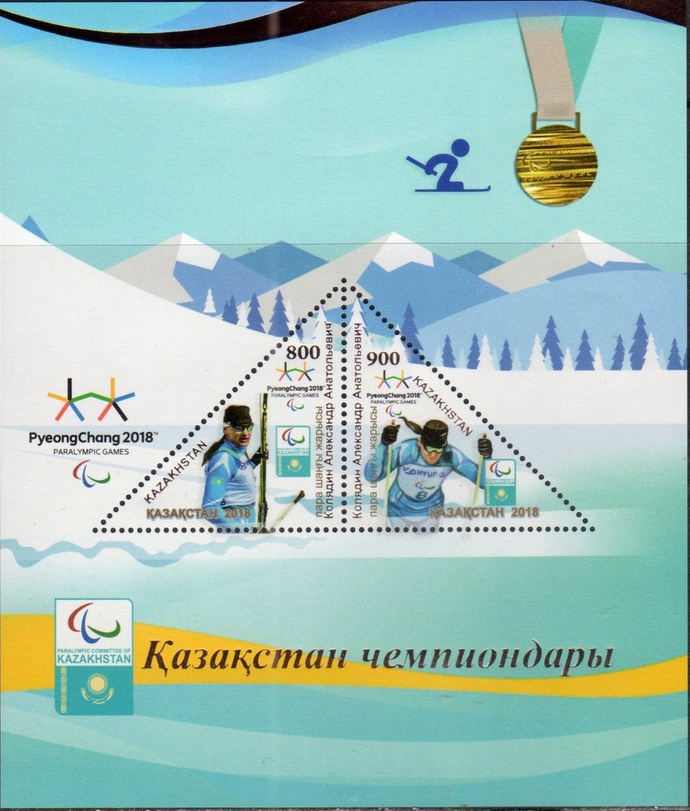
Почтовый блок 2018 года с изображением чемпиона Паралимпиады-2018 Александра Колядина

В составе сборной 6 спортсменов и один спортсмен-гид в соревнованиях по лыжным гонкам и биатлону. Александр Герлиц, Кайрат Канафин и Сергей Усольцев приняли участие и в биатлоне, и в лыжных гонках. Главный тренер сборной — Василий Коломиец.
Знаменосцем сборной Казахстана на церемонии открытия Паралимпийских игр стал Кайрат Канафин.
 Биатлон
1. Александр Герлиц (Петропавловск)
2. Кайрат Канафин (Петропавловск), спортсмен-ведущий — Антон Жданович
3. Сергей Усольцев (Петропавловск)

 Лыжные гонки
1. Александр Герлиц (Петропавловск)
2. Кайрат Канафин (Петропавловск), спортсмен-ведущий — Антон Жданович
3. Александр Колядин (Костанай)
4. Денис Петренко (Щучинск)
5. Сергей Усольцев (Петропавловск)
6. Жаныл Балтабаева (Алматы)

## Результаты выступлений

### Биатлон
| Спортсмен                                         | Дисциплина                            | Стрельба | Время     | Место |
| ------------------------------------------------- | ------------------------------------- | -------- | --------- | ----- |
| Александр Герлиц                                  | Мужчины, 7,5 км, стоя                 | 2+1      | 20:15.0   | 7     |
| Александр Герлиц                                  | Мужчины, 12,5 км, стоя                | 1+1+3+1  | 40:51.3   | 6     |
| Александр Герлиц                                  | Мужчины, 15 км, стоя                  | 0+3+0+1  | 49:04.2   | 7     |
| Кайрат Канафин (спортсмен-ведущий Антон Жданович) | Мужчины, 7,5 км, с нарушением зрения  | 2+3      | 26:51.5   | 17    |
| Кайрат Канафин (спортсмен-ведущий Антон Жданович) | Мужчины, 12,5 км, с нарушением зрения | 2+2+3+4  | 55:58.5   | 14    |
| Кайрат Канафин (спортсмен-ведущий Антон Жданович) | Мужчины, 15 км, с нарушением зрения   | 2+3+2+1  | 1:00:14.1 | 14    |
| Сергей Усольцев                                   | Мужчины, 7,5 км, сидя                 | 0+2      | 27:20.9   | 16    |
| Сергей Усольцев                                   | Мужчины, 12,5 км, сидя                | 1+3+0+0  | 53:36.8   | 11    |
| Сергей Усольцев                                   | Мужчины, 15 км, сидя                  | 2+0+0+1  | 58:34.8   | 13    |

### Лыжные гонки
12 марта Александр Герлиц добился самого высокого результата Казахстана на зимних Паралимпийских играх с 1994 года (когда Любовь Воробьёва завоевала «серебро»), заняв 4-е место в гонке свободным стилем стоя. Комментарий Александра Герлица о выступлении: «Дистанция была тяжёлой. Физически я очень хорошо подготовлен и был готов к тому, что дистанция будет не из лёгких. Могу сказать, что этот результат самый лучший и первый такой высокий за мою спортивную карьеру. Немаловажный фактор, это, конечно же, удача. Сегодня мне выпала удача в плане погодных условий — хороший снег, жёсткая трасса. К высоким результатам сегодня во время соревнований меня подстёгивали усилия и воля».
14 марта на спринтерской лыжной дистанции 1,5 км классическим стилем среди спортсменов, соревнующихся стоя, Александр Колядин был лидером по времени на всех стадиях соревнований, завоевав первую золотую медаль в истории Казахстана на Паралимпийских играх.
| Спортсмен                                                                          | Дисциплина                                                       | Квалификация | Квалификация | Полуфинал | Полуфинал | Финал     | Финал     |
| Спортсмен                                                                          | Дисциплина                                                       | Результат    | Место        | Результат | Место     | Результат | Место     |
| ---------------------------------------------------------------------------------- | ---------------------------------------------------------------- | ------------ | ------------ | --------- | --------- | --------- | --------- |
| Александр Герлиц                                                                   | Мужчины, 1,5 км, спринт классическим стилем, стоя                | 3:49.86      | 10           | 5:09.5    | 5         | не прошёл | не прошёл |
| Александр Герлиц                                                                   | Мужчины, 20 км свободным стилем, стоя                            |              |              |           |           | 47:54.4   | 4         |
| Кайрат Канафин (спортсмен-ведущий Антон Жданович)                                  | Мужчины, 1,5 км, спринт классическим стилем, с нарушением зрения | 4:19.15      | 14           | не прошёл | не прошёл | не прошёл | не прошёл |
| Кайрат Канафин (спортсмен-ведущий Антон Жданович)                                  | Мужчины, 20 км, с нарушением зрения                              |              |              |           |           | 55:56.5   | 11        |
| Александр Колядин                                                                  | Мужчины, 1,5 км, спринт классическим стилем, стоя                | 3:36.65      | 1            | 4:52.2    | 1         | 4:19.7    | 1         |
| Александр Колядин                                                                  | Мужчины, 10 км классическим стилем, стоя                         |              |              |           |           | 27:16.3   | 15        |
| Александр Колядин                                                                  | Мужчины, 20 км свободным стилем, стоя                            |              |              |           |           | 1:00:34.7 | 18        |
| Денис Петренко                                                                     | Мужчины, 1,1 км, спринт, сидя                                    | 3:15.34      | 13           | не прошёл | не прошёл | не прошёл | не прошёл |
| Денис Петренко                                                                     | Мужчины, 7,5 км, сидя                                            |              |              |           |           | 24:59.7   | 13        |
| Денис Петренко                                                                     | Мужчины, 15 км, сидя                                             |              |              |           |           | 44:57.0   | 12        |
| Сергей Усольцев                                                                    | Мужчины, 1,1 км, спринт, сидя                                    | 3:31.63      | 25           | не прошёл | не прошёл | не прошёл | не прошёл |
| Сергей Усольцев                                                                    | Мужчины, 7,5 км, сидя                                            |              |              |           |           | 26:07.7   | 20        |
| Сергей Усольцев                                                                    | Мужчины, 15 км, сидя                                             |              |              |           |           | 45:38.2   | 15        |
| Жаныл Балтабаева                                                                   | Женщины, 1,1 км, спринт, сидя                                    | 4:18.53      | 20           | не прошла | не прошла | не прошла | не прошла |
| Жаныл Балтабаева                                                                   | Женщины, 5 км, сидя                                              |              |              |           |           | 22:01.1   | 20        |
| Жаныл Балтабаева                                                                   | Женщины, 12 км, сидя                                             |              |              |           |           | 48:51.9   | 17        |
| Жаныл Балтабаева Кайрат Канафин (спортсмен-ведущий Антон Жданович) Сергей Усольцев | 4x2,5 км, смешанная эстафета                                     |              |              |           |           | 24:59.7   | 13        |
| Денис Петренко Александр Герлиц Александр Колядин                                  | 4x2,5 км, открытая эстафета                                      |              |              |           |           | 24:21.2   | 6         |